# Monica (radar)
Monica (oficjalnie ARI 5664) – brytyjski lotniczy radar ostrzegawczy służący do obserwacji tylnej półsfery samolotu. Był instalowany w ogonie bombowców podczas II wojny światowej, został wprowadzony do użytku przez Royal Air Force w 1943 roku. Jego zadaniem było wykrywanie zbliżających się od tyłu myśliwców nocnych Luftwaffe.

## Historia

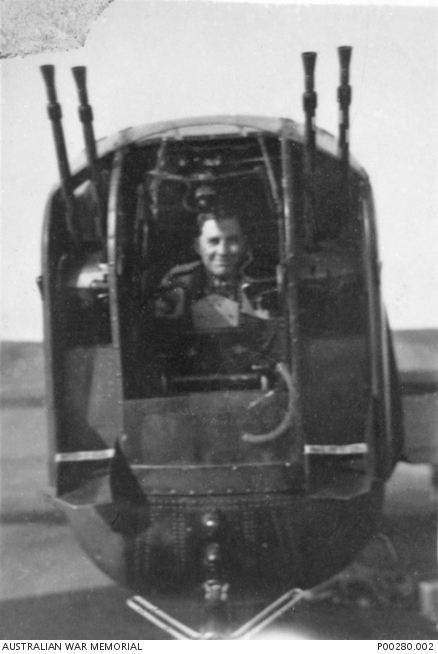
Wieżyczka strzelca ogonowego Avro Lancaster z widoczną pod nią anteną radaru Monica

Radar został opracowany w Bomber Support Development Unit w Worcestershire. Działał na pograniczu pasm VHF i UHF, wykorzystywał częstotliwość ok. 300 MHz. Urządzenie emitowało sygnał radarowy w stożku o kącie 45° za samolotem, co pozwalało wykrywać obiekty w tym obszarze znajdujące się w odległości do ok. 900 metrów (1000 jardów). W przypadku wykrycia intruza załoga była ostrzegana serią sygnałów dźwiękowych słyszanych w słuchawkach. Wraz ze zbliżaniem się obiektu tempo nadawania sygnałów rosło. System ten nie posiadał możliwości identyfikacji samolotów własnych i nieprzyjacielskich, co prowadziło do licznych fałszywych alarmów, zwłaszcza w gęstych formacjach bombowych. Ponadto Monica zakłócała pracę pasywnego systemu Boozer, wykorzystywanego również do wykrywania niemieckich myśliwców nocnych. Na wyposażenie samolotów dywizjonu 300 radar wprowadzono w 1943 roku.
W wyniku odkrycia i przetestowania przez Niemców urządzeń znalezionych w zestrzelonych brytyjskich bombowcach, Luftwaffe opracowało pasywny odbiornik radarowy FuG 227 Flensburg. Urządzenie to pozwalało niemieckim myśliwcom nocnym na namierzanie sygnałów emitowanych przez Monicę z odległości do 217 kilometrów (135 mil), co znacznie ułatwiało przechwytywanie alianckich bombowców. Masowe zastosowanie Flensburga na pokładach niemieckich nocnych myśliwców przyczyniło się do odniesienia przez nie spektakularnych sukcesów. W nocy z 30 na 31 marca 1944 roku, podczas nalotu na Norymbergę, zestrzelono 94 bombowce RAF.

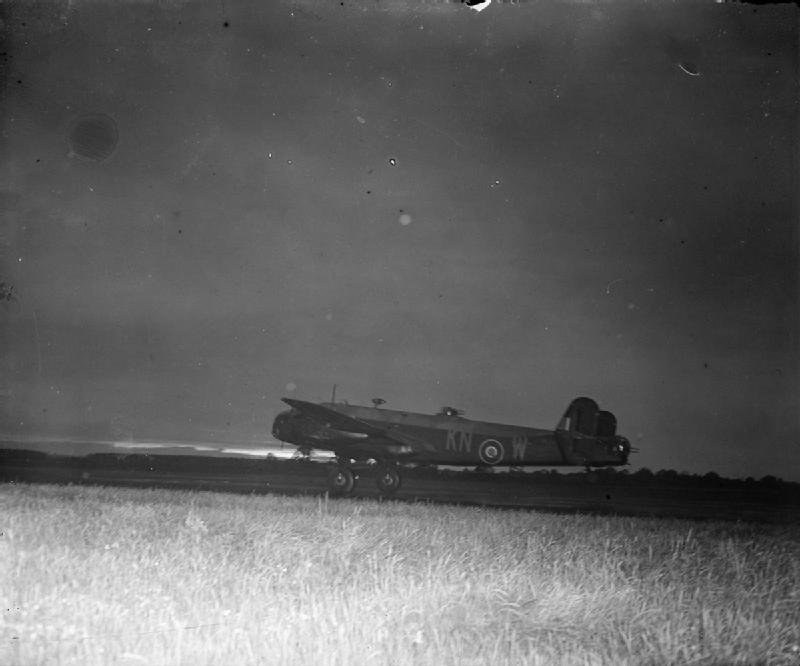
Start Handley Page Halifax wyposażonego w radar Monica

13 lipca 1944 roku niemiecki myśliwiec nocny Junkers Ju 88 G-1, wyposażony m.in. w detektor Flensburg, pomyłkowo wylądował na lotnisku RAF Woodbridge. Został poddany testom, za które odpowiadał płk Derek Jackson. Początkowo testował on możliwości Flensburga na jednym bombowcu wyposażonym w Monicę, następnie na pięciu a ostatecznie na grupie 71 Lancasterów latających po trasie okrężnej Cambridge – Gloucester – Hereford – Cambridge. Badania wykazały, że operator Flensburga może namierzyć Monicę z dokładnością pozwalającą pilotowi w nocy zbliżyć się do bombowca na odległość umożliwiającą wzrokową identyfikację celu. W konsekwencji podjęto decyzję o natychmiastowym wycofaniu urządzenia ze wszystkich samolotów RAF-u. Na potrzeby RAF opracowano nowe urządzenia – Perfectos, Piperack i Serrate IV,  które miały ostrzegać załogi o nieprzyjacielskich myśliwcach i wprowadzać w błąd obsługi radarów.
W lipcu 1944 roku radar Monica został zmodernizowany i dostosowany do zadań przechwytywania w nocy latających bomb V-1. Pierwotnie testowano go na dwusilnikowych myśliwcach Mosquito, po miniaturyzacji został zainstalowany na Hawker Tempest. Próby w warunkach bojowych wykazały, że w przypadku celów poruszających się na pułapie do 1500 stóp wskazania radaru są zakłócane przez fale odbite od powierzchni ziemi. To zadecydowało o przerwaniu dalszych prób.

## Użycie przez USA
Amerykańskie Siły Powietrzne zaadaptowały radar Monica do własnych potrzeb jako AN/APS-13 oraz z nazwą „Archie”. Po odkryciu podatności systemu na wykrycie przez wroga, jego użycie zostało ograniczone. Jednakże AN/APS-13 został wykorzystany jako wysokościomierz radarowy w bombach atomowych zrzuconych na Hiroszimę i Nagasaki.